# Polycelis tibetica
Polycelis tibetica is een platworm (Platyhelminthes). De worm is tweeslachtig. De soort leeft in of nabij het zoete water.
De platworm behoort tot de familie Planariidae. De wetenschappelijke naam van de soort werd, als Sorocelis tibetica, voor het eerst geldig gepubliceerd in 1911 door Zabusov. De soort wordt ook vaak geciteerd als Polycelis tibetica Hyman, 1934. Roman Kenk merkt in zijn index van 1974 op dat de naam van Zabusov, uit 1911, een species inquirenda (een onzekere soort) betreft maar vermoedelijk op dezelfde soort betrekking heeft als die van Hyman, in welk geval die laatste naam een later homoniem is.

## Synoniem
- Sorocelis mongolica Sabussowa, 1911[3]